# أندريه بوليو
أندريه بوليو هو لاعب هوكي جليد كندي، ولد في 22 يناير 1940 في مونتريال في كندا.

## وصلات خارجية
- أندريه بوليو على موقع EliteProspects.com (الإنجليزية)
- أندريه بوليو على موقع HockeyDB.com (الإنجليزية)